# Б'єр-де-Гард
Б'єр-де-Гард (фр. Bière de Garde, букв. «пиво для зберігання») — традиційний регіональний сорт французького пива, що виробляється броварнями регіону Нор-Па-де-Кале на півночі Франції. З огляду на географічну близькість до Бельгії сорт є подібним до бельгійського сезона, проте відрізняється солодшим солодовим смаком.
Відмінною рисою сорту є досить високий вміст алкоголю, який, як видно з його назви, був покликаний забезпечити більш довгий термін зберігання напою. Традиційною тарою для Б'єр-де-Гард є скляні пляшки, закриті короком, подібні до пляшок з ігристими винами.

## Історія
Сорт традиційно вироблявся фермерами півночі Франції взимку та на початку весни для споживання влітку. Завдяки підвищеному вмісту алкоголю та герметичному бутилюванню пиво могло зберігатися при низьких температурах протягом тривалого часу. Згодом пиво цього сорту почало вироблятися промисловими виробниками у будь-яку пору року, втім витримання готового напою при низьких температурах протягом 4-6 тижнів перед продажем залишилося обов'яковим етапом технологічного процесу. 

## Різновиди
Різні виробники пропонують досить широкий спектр Б'єр-де-Гард, який включає зразки як пива верхового бродіння, тобто елів, (здебільшого), так й низового, тобто лагерів. Пиво цього сорту також суттєво відрізняється за кольором — розрізняються три основні різновиди: світле, бурштинове та коричневе, для варки яких, відповідно, використовуються різні типи солоду. Також цей сорт пива може бути як фільтрованим, так й нефільтрованим.